# Sistema binari (astronomia)
En astronomia, un sistema binari és un terme que s'utilitza per a referir-se a dos objectes celestes que es troben tan pròxims entre si que estan lligats per la seva força gravitatòria, orbitant al voltant del seu centre de masses comú. Normalment s'utilitza per a referir-se a parells d'estrelles; en aquest cas el sistema rep el nom d'estrella binària. Tanmateix, també pot tractar-se d'un sistema format per un planeta i un satèl·lit, si aquest últim és excepcionalment gran en comparació amb la mida del planeta. Altres tipus de sistemes binaris poden ser dos asteroides de mida similar, dues estrelles de neutrons, o també dos objectes de diferent classe com una estrella i un planeta o una estrella i una estrella de neutrons.

## Exemples de sistemes binaris
En el sistema solar, tenim el sistema Plutó-Caront, format per un planeta nan i un satèl·lit.
En el cas d'estrelles, tenim el sistema de Sírius, format per una estrella de la seqüència principal i una nana blanca.